# MPEG-4

MPEG-4

MPEG-4是一套用于音频、視訊信息的压缩编码标准，由国际标准化组织（ISO）和国际电工委员会（IEC）下属的“動態影像专家组”（Moving Picture Experts Group，即MPEG）制定，第一版在1998年10月通過，第二版在1999年12月通過。MPEG-4格式的主要用途在於網路上串流、光碟、語音傳送（視訊電話），以及電視廣播。
MPEG-4包含了MPEG-1及MPEG-2的絕大部份功能及其他格式的長處，並加入及擴充對虚拟现实模型语言（VRML，Virtual Reality Modeling Language）的支援，物件導向的合成檔案（包括音效，視訊及VRML物件），以及数字版权管理（DRM）及其他互動功能。而MPEG-4比MPEG-2更先进的其中一个特点，就是不再使用宏区块做影像分析，而是以影像上个体为变化记录，因此尽管影像变化速度很快、码率不足时，也不会出现方块画面。
MPEG-4 是一个由若干子标准(part)组成的, 仍在不断演化的标准. 各个公司产品所宣传的和 MPEG-4 兼容往往没有明确的说明到底和哪些子标准兼容. 最重要的子标准是 MPEG-4 Part 2 和 MPEG-4 Part 10.
由于MPEG-4是一个公开的平台，各公司、机构均可以根据MPEG-4标准开发不同的制式，因此市场上出现了很多基于MPEG-4技术的视频格式，例如WMV 9、Quick Time、DivX、Xvid等。MPEG-4大部份功能都留待開發者決定採用是否。這意味著整個格式的功能不一定被某個程式所完全函括。因此，這個格式有所謂配置（profile）及级别（level），定义了MPEG-4应用于不同平台时的功能集合。
相較於MPEG1,MPEG2，MPEG4有較高的交互性及灵活性，MPEG4技术的标准是对运动图像中的内容进行编码，其具体的编码对象就是图像中的音频和视频，术语称为“AV对象”，而连续的AV对象组合在一起又可以形成AV场景。因此，MPEG4标准就是围绕着AV对象的编码、存储、传输和组合而制定的，高效率地编码、组织、存储、传输AV对象是MPEG4标准的基本内容。
MPEG4之优势在于其压缩比（最大可达4000:1），由于MPEG4舍弃相同的元素，只处理图像帧与帧之间有差异的元素，因此大大减少了合成多媒体文件的体积。加上其的低位元速率，较少之核心程式空间，加强运算功能，及强大之通讯应用整合能力，MPEG4己成为影音数位视讯产业，最重要之功及标准格式。

## MPEG-4分部
MPEG-4由一系列的子标准组成，被称为部（part）（有时也译为卷），包括以下的部分：
- 第一部分（ISO/IEC 14496-1）：系统：描述视频和音频数据流的控制、同步以及混合方式（即混流Multiplexing，简写为MUX）。
- 第二部分（ISO/IEC 14496-2）：视频：定义一个对各种视觉信息（包括自然视频、静止纹理、计算机合成图形等等）的编解码器。（例如XviD编码就属于MPEG-4 Part 2）
- 第三部分（ISO/IEC 14496-3）：音频：定义一个对各种音频信号进行编码的编解码器的集合。包括高级音频编码（Advanced Audio Coding，缩写为AAC）的若干变形和其他一些音频/语音编码工具(如Audio Lossless Coding,缩写为ALS)。
- 第四部分（ISO/IEC 14496-4）：一致性：定义对本标准其他的部分进行一致性测试的程序。
- 第五部分（ISO/IEC 14496-5）：参考软件：提供用于演示功能和说明本标准其他部分功能的软件。
- 第六部分（ISO/IEC 14496-6）：多媒体传输集成框架（英语：Delivery Multimedia Integration Framework）（DMIF for Delivery Multimedia Integration Framework）
- 第七部分（ISO/IEC 14496-7）：优化的参考软件：提供对实现进行优化的例子（这裡的实现指的是第五部分）。
- 第八部分（ISO/IEC 14496-8）：在IP网络上传输：定义在IP网络上传输MPEG-4内容的方式。
- 第九部分（ISO/IEC 14496-9）：参考硬件：提供用于演示怎样在硬件上实现本标准其他部分功能的硬件设计方案。
- 第十部分（ISO/IEC 14496-10）：進階視訊編碼或称高级视频编码（Advanced Video Coding，缩写为AVC）：定义一个视频编解码器（codec）。AVC和XviD都属于MPEG-4编码，但由于AVC属于MPEG-4 Part 10，在技术特性上比属于MPEG-4 Part2的XviD要先进。另外，它和ITU-T H.264标准是一致的，故又称为H.264。
- 第十二部分（ISO/IEC 14496-12）：基于ISO的媒体文件格式：定义一个存储媒体内容的文件格式。
- 第十三部分（ISO/IEC 14496-13）：知识产权管理和保护（IPMP for Intellectual Property Management and Protection）拓展。
- 第十四部分（ISO/IEC 14496-14）：MPEG-4（即MP4）文件格式：定义基于第十二部分的用于存储MPEG-4内容的視訊檔案格式。
- 第十五部分（ISO/IEC 14496-15）：AVC文件格式：定义基于第十二部分的用于存储第十部分的视频内容的文件格式。
- 第十六部分（ISO/IEC 14496-16）：动画框架扩展（AFX : Animation Framework eXtension）。
- 第十七部分（ISO/IEC 14496-17）：同步文本字幕格式。
- 第十八部分（ISO/IEC 14496-18）：字体压缩和流式传输（针对开放字体格式Open Font Format）。
- 第十九部分（ISO/IEC 14496-19）：合成材质流（Synthesized Texture Stream）。
- 第二十部分（ISO/IEC 14496-20）：简单场景表示（LASeR for Lightweight Scene Representation。
- 第二十一部分（ISO/IEC 14496-21）：用于描绘（Rendering）的MPEG-J拓展。
- 第二十二部分（ISO/IEC 14496-22）：开放字体格式（Open Font Format）。
- 第二十三部分（ISO/IEC 14496-23）：符号化音乐表示（Symbolic Music Representation）。
- 第二十四部分（ISO/IEC 14496-24）：音频与系统交互作用（Audio and systems interaction）。
- 第二十五部分（ISO/IEC 14496-25）：3D图形压缩模型（3D Graphics Compression Model）。
- 第二十六部分（ISO/IEC 14496-26）：音频一致性检查：定义测试音频数据与ISO/IEC 14496-3是否一致的方法（Audio conformance）。
- 第二十七部分（ISO/IEC 14496-27）：3D图形一致性检查：定义测试3D图形数据与ISO/IEC 14496-11:2005, ISO/IEC 14496-16:2006, ISO/IEC 14496-21:2006,和ISO/IEC 14496-25:2009是否一致的方法（3D Graphics conformance）。

Profiles是在每个部分内定义的，所以对某个部分的一个实现通常不是对该部分的完整实现。
MPEG-1、MPEG-2、MPEG-7和MPEG-21是由MPEG制定的其他MPEG标准。

## 外部連結
- MPEG-4音频：AAC
- MPEG工业论坛之MPEG-4部分
- MPEG官方网站
- 格式 MPEG4 的软件及制作
- [零失真！原音重現的壓縮新規：MPEG-4 ALS]－2006年2月20日（中文）
- [ MPEG-4物件式視訊編碼系統]電工通訊 謝朝和，洪茂雄